# E・J・マニュエル
エリック・ロドリゲス・マニュエル・ジュニア（Erik Rodriguez Manuel Jr. , 1990年3月19日 - ）は、アメリカ合衆国バージニア州バージニアビーチ出身の元プロアメリカンフットボール選手。現役時代のポジションはクォーターバック（QB）。NFLのバッファロー・ビルズ、オークランド・レイダース等に所属していた。2013年ドラフトの1巡 (全体16位) 指名選手である。

## 経歴

### プロ入り前
バージニア州バージニアビーチ出身。地元の高校に進学し、4年生の時にはオールアメリカンQBに選ばれた。
フロリダ州立大学に進学したマニュエルは1年次に負傷したクリスチャン・ポンダーに代わって3試合に出場し、2勝1敗に終わった。
2年次もポンダーに代わって2試合に出場し、クレムゾン大学戦ではランで15回キャリーして71ヤード1TDを獲得した。
3年次の2011年から先発に定着し、パス2,666ヤード、18TD、8INTで終えた。またランでも4TDを記録した。ノートルダム大学と対戦したチャンプススポーツボウルではパス249ヤード、2TDでチームを逆転勝利に導いた。
4年次となった2012年は12勝2敗で終えた。パス年間3,392ヤードはチーム歴代2位となった。
2013年ドラフトにエントリーした。アナリストのバッキー・ブルックスはマニュエルをドラフト候補の中でもTOP5に入ると評価した。

### バッファロー・ビルズ
2013年ドラフト1巡目（全体16位）でバッファロー・ビルズに指名された。この年のドラフト1巡目で指名された唯一のQBとなった。6月14日、ビルズと4年契約を結んだ。トレーニングキャンプではケビン・コルブと先発を争った。プレシーズン第2週ではパス12回中10回成功、92ヤード、1TDで先発争いで有利に立ったが、翌週膝を手術をして残りのプレシーズンを欠場した。
9月4日に開幕先発に指名された。
第2週のカロライナ・パンサーズ戦ではパス39回中27回成功、296ヤード、1TD、1INTをマークし、週間最優秀新人に選出された。しかし第4週のクリーブランド・ブラウンズ戦で右ひざを負傷し5週間欠場した。
2014年、開幕から先発で4試合で2勝2敗の成績を残したが、ベテランのカイル・オートンに先発の座を奪われた。

### オークランド・レイダース
2017年3月20日、オークランド・レイダースと1年契約を結ぶ。 第4週のデンバー・ブロンコスとの試合中、正QBのデレック・カーが背中を負傷し、マヌエルが出場する。この試合では106ヤードで17試投のうち11回パスを通したものの、16-10のスコアでレイダースは敗れた。カーが怪我で出場できないため、翌ボルチモア・レイブンズとの試合で先発出場し、159ヤードで26試投のうち13回パスを通したものの、レイダースが30-17のスコアで敗れた。 11月19日、先発出場した試合でレイダースがニューイングランド・ペイトリオッツに敗れたことにより、NFL史上初の4か国（アメリカ、カナダ、イギリス、メキシコ）で敗れたクォーターバックとなった。
2018年3月22日、レイダースと再び契約したものの、9月1日、レイダースがA・J・マキャロンと契約後にリリースされた。

### カンザスシティ・チーフス
2019年2月22日、カンザスシティ・チーフスと契約した。同年5月13日、現役引退を発表した。その後、ACCネットワークでカレッジフットボールの解説者となることを発表した。

## 詳細情報

### 年度別成績
| 年度     | チーム   | 背 番 号 | 試合 | 試合 | パス      | パス      | パス      | パス        | パス             | パス | パス            | パス          | ラン      | ラン        | ラン             | ラン |
| 年度     | チーム   | 背 番 号 | 出場 | 先発 | 成功 回数 | 試投 回数 | 成功 確率 | 獲得 ヤード | 平均 獲得 ヤード | TD   | インター セプト | レイテ ィング | ラン 回数 | 獲得 ヤード | 平均 獲得 ヤード | TD   |
| -------- | -------- | -------- | ---- | ---- | --------- | --------- | --------- | ----------- | ---------------- | ---- | --------------- | ------------- | --------- | ----------- | ---------------- | ---- |
| 2013     | BUF      | 3        | 10   | 10   | 180       | 306       | 58.8      | 1,972       | 6.4              | 11   | 9               | 77.7          | 53        | 186         | 3.5              | 2    |
| 2014     | BUF      | 3        | 5    | 4    | 76        | 131       | 58.0      | 838         | 6.4              | 5    | 3               | 80.3          | 16        | 52          | 3.3              | 1    |
| 2015     | BUF      | 3        | 7    | 2    | 52        | 84        | 61.9      | 561         | 6.7              | 3    | 3               | 78.5          | 15        | 59          | 3.9              | 1    |
| 2016     | BUF      | 3        | 6    | 1    | 11        | 26        | 42.3      | 131         | 5.0              | 0    | 0               | 58.3          | 8         | 22          | 2.8              | 0    |
| 2017     | OAK      | 3        | 2    | 1    | 24        | 43        | 55.8      | 265         | 6.2              | 1    | 1               | 72.3          | 2         | 15          | 7.5              | 0    |
| NFL：5年 | NFL：5年 | NFL：5年 | 30   | 18   | 343       | 590       | 58.1      | 3,767       | 6.4              | 20   | 16              | 77.5          | 96        | 339         | 3.5              | 4    |
| Source:  |          |          |      |      |           |           |           |             |                  |      |                 |               |           |             |                  |      |